# ФК Атлетико Отава
ФК Атлетико Отава (енгл. Atlético Ottawa) је канадски фудбалски клуб из Отаве. Тим је део Канадске премијер лиге, која је најјача професионална фудбалска лига у земљи.
Клуб је у власништву истоименог клуба из Мадрида.

## Тренери
|                 | \| Име \| Година \| \| --------------- \| --------- \| \| Миста \| 2020–2021 \| \| Карлос Гонзалез \| 2022– \| |
| Име             | Година |
| Миста           | 2020–2021 |
| Карлос Гонзалез | 2022– |